# AsiaCargo Express
Pos AsiaCargo Express Sdn Bhd (под именем AsiaCargo Express; ранее известный как Gading Sari Aviation Services Sdn Bhd) — малайзийская грузовая авиакомпания.
Авиакомпания входит в тройку самых активных грузовых авиакомпаний в аэропорту Куала-Лумпур, вместе с MASkargo и Malaysia Airlines Bhd.

## История
В ноябре 2014 года было заключено соглашение о продаже авиакомпании Gading Sari Aviation Services (код ICAO — GSB) группе KLAS (KL Airport Services Sdn Bhd). В результате, в феврале 2015 года авиакомпания сменила название и код ICAO.
В 2016 году Pos Malaysia приобрела KLAS Group вместе с дочерней авиакомпанией, полное название которой сменилось с DRB-Hicom Asia Cargo Express на Pos Asia Cargo Express.
Летом 2018 года AsiaCargo Express взяла в лизинг самолёт Boeing 737-300F у индонезийской авиакомпании Tri-MG Intra Asia Airlines для работы на внутренних линиях между Куала-Лумпуром, Кота-Кинабалу, Кучингом и Мири.
В 2019 году авиакомпания My Indo Airlines получила Boeing 737-400F (PK-MYV), ранее принадлежавший AsiaCargo Express (9M-GSA).

## Флот
На текущий момент флот авиакомпании состоит из одного самолёта Boeing 737-400F